# Croix de cimetière d'Igny
La croix de cimetière d'Igny est une croix située à Igny, en France.

## Localisation
La croix est située sur la commune d'Igny, dans le département français de la Haute-Saône.

## Historique
L'édifice est inscrit au titre des monuments historiques en 1989.